# Грејсон (Калифорнија)
Грејсон (енгл. Grayson) насељено је место без административног статуса у америчкој савезној држави Калифорнија.

## Демографија
По попису из 2010. године број становника је 952, што је 125 (-11,6%) становника мање него 2000. године.
| Група             | 2000.       | 2010.       |
| Белци             | 240 (22,3%) | 105 (11,0%) |
| Афроамериканци    | 12 (1,1%)   | 17 (1,8%)   |
| Азијати           | 6 (0,6%)    | 3 (0,3%)    |
| Хиспаноамериканци | 777 (72,1%) | 819 (86,0%) |
| Укупно            | 1.077       | 952         |